# Roberto Carrión Pollit
Roberto Gregorio Carrión Pollit (Lima, 7 de noviembre de 1929 - Ibídem, 17 de abril del 2007) fue un empresario, banquero y político peruano que ejerció como alcalde de la ciudad de Lima desde 1978 hasta 1979, siendo designado por el gobierno militar de Francisco Morales Bermúdez.

## Biografía
Roberto Carrión Pollit nació el 7 de noviembre de 1929, siendo hijo de Roberto Carrión Pérez y de Rose Pollitt Seminario.
Fue empresario de profesión y como político incursionó militando en el Partido Demócrata Cristiano. Posteriormente en 1978, Carrión fue designado por el gobierno militar de Francisco Morales Bermúdez como alcalde del distrito de San Isidro. Sin embargo ese mismo año, Carrión pasó a ser nombrado y juramentado como alcalde de la ciudad de Lima, cargo que desempeñó hasta 1979 tras renunciar por motivos de salud y fue reemplazado por Piero Pierantoni Cámpora.
En 1979, fue designado presidente del directorio del Banco Popular, cargo que ocupó hasta 1981. Fue, además, presidente de Peruinvest y de Centromín y director del Banco de Comercio.
En un “Vladivideo” entre Álex Kouri,  Luz Salgado, Absalón Vásquez y Vladimiro Montesinos filmado en 1998, Kouri menciona la posibilidad de una candidatura de Carrión para la alcaldía de San Isidro por el fujimorismo, hecho que terminó descartado.
El 17 de abril del 2007, Roberto Carrión Pollit falleció a los 77 años de edad en la ciudad de Lima.